# Kernavė
Kernavė (på polska Kierniów) är ett samhälle och arkeologiskt världsarv i sydöstra Litauen, invid floden Neris. Platsen uppvisar tiotusen år av mänsklig närvaro, enligt rika arkeologiska fynd. Under slutet av medeltiden var platsen huvudstad i Storfurstendömet Litauen. Idag är det en plats som är välbesökt av turister och arkeologer. De arkeologiska lämningarna är Unesco-världsarv sedan 2004.

## Geografi
Kernavė ligger vid floden Neris högra strand, mellan Vilnius och Kaunas. Det är ungefär 21 km bilväg till Širvintos och cirka 35 km till Vilnius. Det är också möjligt att, på Neris, åka med båt från Vilnius till Kernavė.
Kernavė är centralort i ett av Litauens distrikt. 1999 bodde 318 människor i Kernavė. Samhället är rent och omgivet av vackra naturområden. Södra änden gränsar till ett naturreservat. Här finns 10 000 år gamla gravhögar i bakgrunden som bevisats av ett antal arkeologiska föremål, öppen för resandes ögon.

## Kernavės kyrka

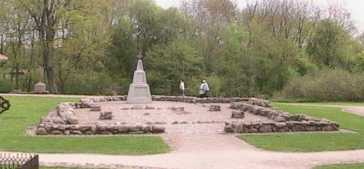
Den gamla kyrkans grund

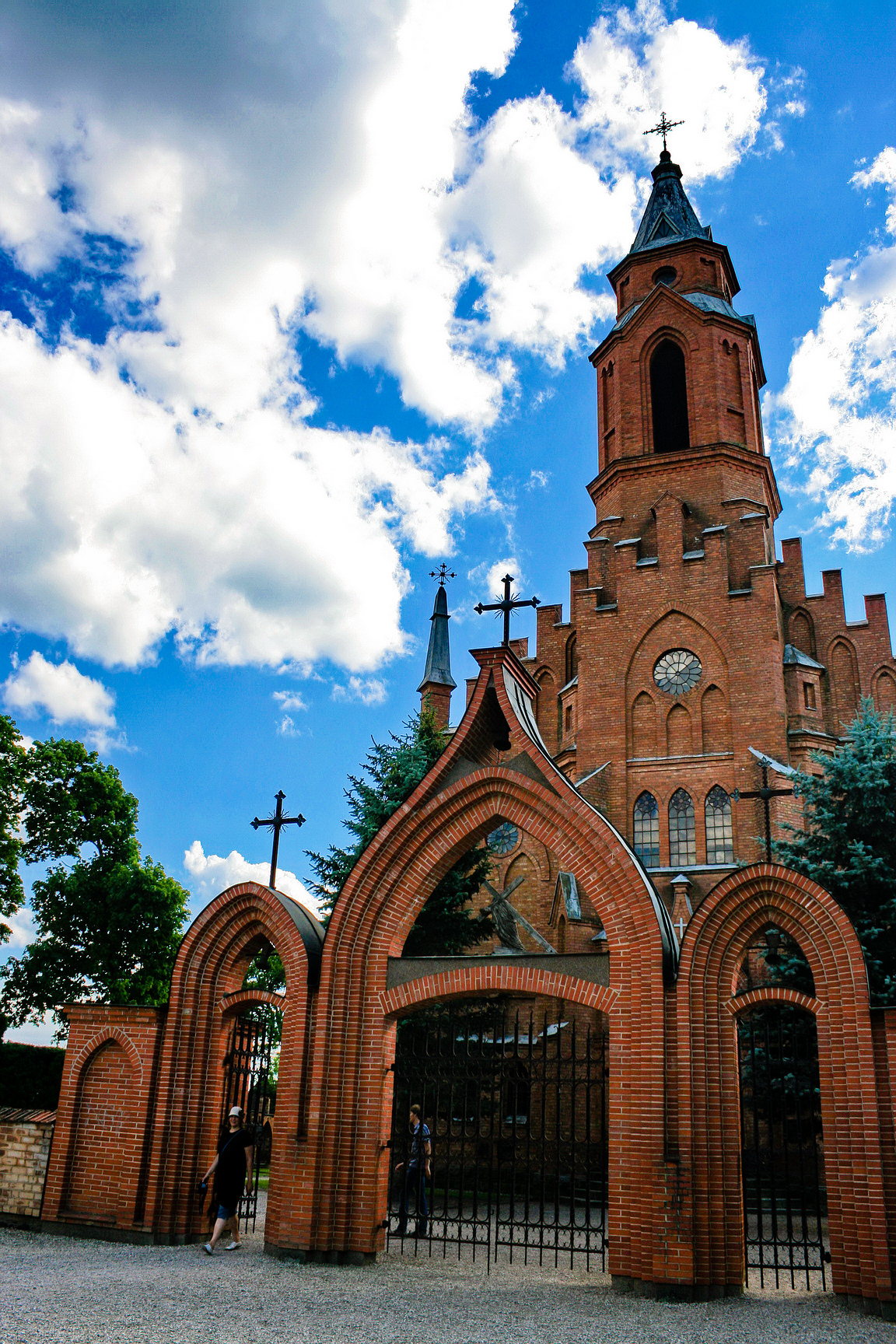
Kernavės nya kyrka, byggd 1920

Grunderna till kyrkan som byggdes 1739 har blivit utgrävda. Träkyrkan flyttades 1935 till Krivonys. Ett betongmonument med ett kors restes 1930 under 500-årsfirandet av Vytautas död, till minne av Vytautas kyrka byggd 1420.
Intill kyrkan finns en kyrkogård som ursprungligen hört till två äldre kyrkor, här begravdes folk från 1400-talet och fram till 1800-talet. Två kapell ligger intill. Träkapellet är ett exempel på folklig arkitektur. Man tror att det byggdes vid slutet av 1200-talet på Kernavala gods och flyttades till Kernavė kyrka, där det vid slutet av 1800-talet användes som lagerbyggnad. 1920 byggdes en ny kyrka och kapellet tilläts förfalla. 1959 reparerades kapellet och 1993-1994 var det helt återställt. Byggnaden tillhör Kernavė församling och används för en permanent utställning med kyrkliga träskulpturer.
Tegelkapellet från 1800-talet är Riomeriai-familjens mausoleum. Det byggdes 1851-1856 av markägaren Stanislovas Riomeris. Kapellet är byggt av tegel och gips, och är ett exempel på sen klassicistisk arkitektur. På insidan finns en öppning i golvet som leder ner i kryptan. Kistor staplades i dess nischer. På insidan finns också altarets överdel, byggt av sten, vilket har överlevt. Längs väggarnas sidor står svarta bänkar. En minnesplakett med familjens vapen och namnen över familjemedlemmarna sitter på väggen.
Efter första världskriget underlät man att underhålla kapellet. Det reparerades 1959 och 1987. Idag tillhör kapellet Kernavė församling.
Båda kapellen ligger på Kernavės arkeologiska och historiska reservat. Dagens kyrka byggdes mellan 1910 och 1920. Neo-gotiska element dominerar arkitekturen.
Under 1980-talet, reparerades kyrkans gårdsplan på initiativ av Ceslovas Krivaitis. Nya portar gjordes och altaret och inredningen återställdes till ursprungligt skick. Kyrkans gårdsplan är dekorerad med Korsets väg, arrangerade av konstnären Jadvyga Grisiute. På gårdsplanen har två monument byggts för att fira 600 år sedan kristnandet och Kernavės 700-årsjubileum. Det första monumentet avbildar ett hjärta och ett svärd, övergången från hedendom till kristendom; det andra, en riddare med ett svärd bredvid stadsportarna, huvuddelen av stadsvapnet. Kvarnstenar är inkorporerade i monumentens båda strukturer.
Graven efter prästen, författaren och initiativtagaren till Kernavės historia, Nikodemas Svogzlys-Milzinas ligger nära monumentet för Kernavės 700-årsjubileum.
I kyrkan finns flera värdefulla konstverk. Altaret, två målningar, två skulpturer, ett mindre altare, tre glas och kyrkklockan listas.
Altaret i nybarock finns i kyrkans sidoskepp. I dess mitt finns en målning med Maria, på sidorna pelare och skulpturer av helgonen Petrus och Paulus. Ytterligare fem mindre skulpturer avbildar Maria, två änglar och två helgon. Alla skulpturerna är i barockstil. Polykromatiska detaljer på altaret är imitationer av marmor, de är gjorda av brons.
- Marija Skaplierine - Målning (220x120 cm), som finns mitt på altaret. Den målades 1816 och avbildar Madonnan med Jesusbarnet, Gud fader och den helige ande (en duva)
- Den Heliga familjen - Målning (143x104 cm), som är gjord på 1700-talet, visar Maria med Jesusbarnet och ett lamm. I bakgrunden är Josef, ovanför änglar. Tavlan är asymmetrisk och har flera perspektivlinjer.

Andra konstnärliga verk är ett litet altare och två glas från 1800-talets början, ett glas från början av 1700-talet och en klocka från 1600-talet. Klockan är gjord av mässing och är 45 cm i diameter, tillverkad i Vilnius 1667.
På 1980-talet, tack vare Ceslovas Krivaitis kamp, konstruerades en icke-traditionell prästgård och omgivningarna rensades.
Kyrkan och prästgården började få berömda gäster som besökte Kernavė. I prästgården finns en utställning av vägen av liv i församlingsbor, och historiska heliga reliker. 1987 öppnades ett museum för heliga reliker i den gamla prästgårdsbyggnaden.
Vid församlingshemmet har förkrigstida skulpturer av Järnvargen har blivit återuppbyggda. Kyrkans kulturella aktiviteterna bidrar mycket till det allmänna historiska och kulturella livet i Kernavė. En bred trottoar går från kyrkan in till staden. På båda sidor ligger 1980-talets kommersiella, administrativa och kulturella byggnader. Kernavės Arkeologiska Historiska museum och distriktshuset har flyttat in i kulturcentrat (arkitekt A Alekna).
Vid slutet på gångvägen ligger ett vackert, två våningar högt, tegelhus. Huset är Kernavės grundskola, byggd 1929. Här startade läraren J Siauciunas den första museets första utställning. Han vigde sitt liv till utbilda elever och arbeta för kulturen på skolan till dess han av Sovjetunionen deporterades den 14 juni 1941. Han dog i Sibirien 17 oktober 1943.
1998 reparerades och återställdes skolan. Samma år beslutade Sirvintos distriktsfullmäktige att Kernavė grundskola skulle få namnet Juozas Siauciunas. 1999 firade skolan 70-årsjubileum, och 2000 firade Kernavė museum 70-årsjubileet av deras grundande.
Den gamla arkitekturen i Kernavė är den mest välbevarade i Vilnius och Krivieikiskiogatorna. I centrala delarna av staden är byggnaderna i huvudsak från efterkrigstiden. Bosättningarna är i harmoni med naturens skönhet i omgivningarna. Söder om staden ligger arkeologiska och historiska reservatet, med sin spektakulära naturliga relief, på båda sidor om Neris.

## Turistinformation

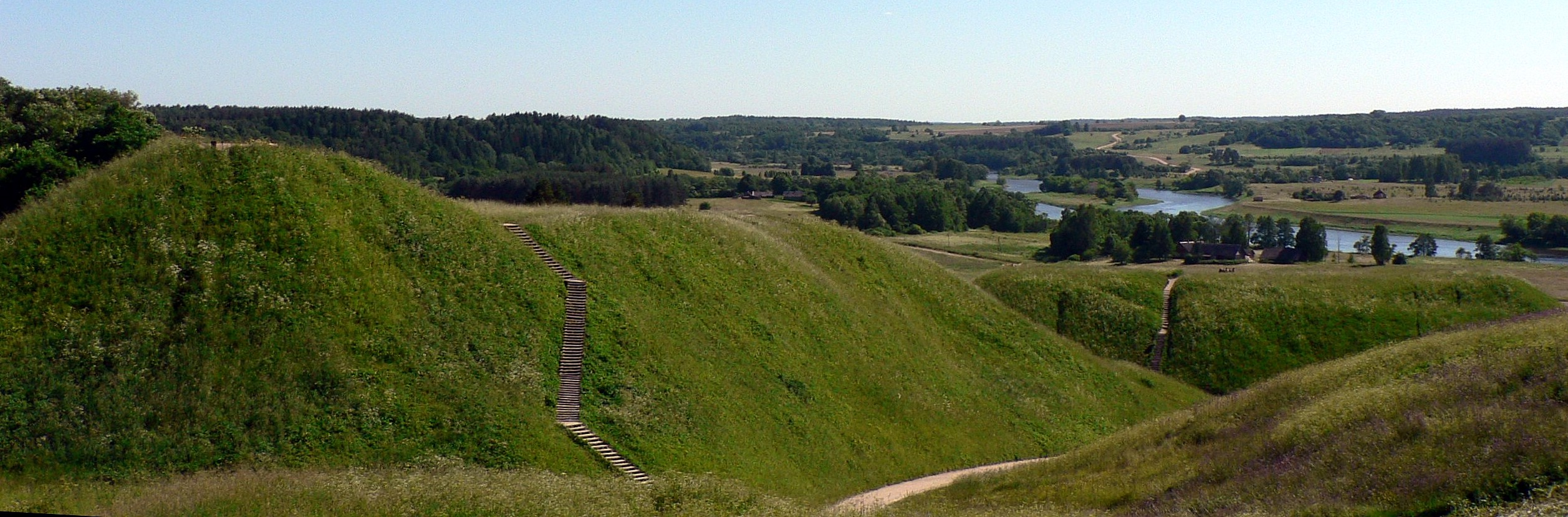

I norr gömmer sig sjön Pragarine i buskaget. Tallskogen som brer ut sig omkring Kernavė är en utmärkt plats för att plocka bär och svamp eller för att tillbringa sin ledighet i. Den som är intresserad av historia kan hitta en ansamling av gravhögar som sträcker sig från Kernavė till byn Dailidziai.
Turister kan bo i rekreationsfaciliteten som ligger på Baltasis kulle, sitta vid en eldstad och beundra Neris eller hälsa den nya dagen bland legendariska högar i morgondiset.
Under sommaren vaknar Kernavė till liv. Firande och folkfestivaler organiseras. Arkeologiska expeditioner har hållits här i mer än 20 år, i vilken litauiska och utländska arkeologer, studenter och skolbarn tar del.
Kernavė är också berömd för sina traditionella Rasa-festivaler. Så tidigt som 1967 höll en grupp studenter den första Rasa-festivalen, vilken senare blev en tradition. I flera årtionden var den inte bara en väg för att rena själen utan också en protest mot förnedringen av det nationella medvetandet och den påtvingade inplanteringen av Sovjetregimens kommunisttraditioner. Försök att stoppa festivalen var inte framgångsrika.
Naturlig skönhet, mystisk historia och imponerande arkeologiska fynd samt den rena staden har attraherat mer än 13 000 turister från Litauen och mer än 30 andra länder, ett antal som säkert kommer att öka kraftigt framöver.